# Radivoj Nikolić
Radivoj Nikolić (en serbocroata cirílico: Радивој Николић; (Bosanski Novi —hoy Novi Grad—, Provincia imperial de Bosnia y Herzegovina, 13 de enero de 1914-Belgrado, República Federal de Yugoslavia, 9 de marzo de 1993) fue un hispanista serbobosnio muy reconocido en Yugoslavia. Luchó con las Brigadas Internacionales en la Guerra Civil Española y también en el Frente de Sirmia, en Yugoslavia, durante la Segunda Guerra Mundial. Entre las décadas de 1950 y 1990 se dedicó al estudio del movimiento anarquista y a la difusión de la lengua y cultura españolas como investigador, periodista y traductor de obras de autores españoles al serbocroata. Fue intérprete personal del Mariscal Tito.

## Biografía

### Primeros años
Nikolić nació en Bosanski Novi (actualmente Novi Grad), en Bosnia y Herzegovina. Hijo de un comerciante y de una maestra, cursó los estudios elementales en su ciudad natal. En 1928 se trasladó a Belgrado, donde prosiguió sus estudios en el Colegio Realka. Su interés por las ideas comunistas, sin embargo, arrancó en 1927 bajo la influencia de su hermano mayor Jovan —éste pertenecía a los círculos de estudiantes marxistas de la Universidad de Belgrado y acabó asesinado por la Gestapo en 1943—. A partir de 1933 Nikolić empezó a tomar un papel más activo en el entonces ilegal Partido Comunista de Yugoslavia coordinando, junto con Joža Baruh, actividades de la organización en el barrio belgradense de Dorćol. Finalmente, en abril de 1935 fue admitido en dicho partido por Veljko Mičunović y Čeda Mijović.
Debido a la precaria situación económica en la que se encontró de joven, Nikolić trabajó en la descarga de barcos y vagones del Puerto del Danubio. Asimismo, posó a menudo como modelo en la Escuela de Arte y en diferentes talleres de escultores yugoslavos —destaca la obra “El Luchador Cansado”, del escultor Toma Rosandić, para la que Nikolić posó en 1935 y que hoy se encuentra en el parque Kalemegdan de Belgrado—. Entre los escultores para los que posó en esa época destacan Sreten Stojanović y Petar Palavičini, así como el pintor Petar Dobrović.
Nikolić también se dedicó al atletismo, primero en el equipo “Sokoli” y más tarde en la selección yugoslava de atletismo. Su carrera deportiva comenzó en 1930 con el campeonato de Banja Luka. Tiempo después participó en los Juegos Balcánicos de Zagreb, que se celebraron entre el 26 de agosto y el 2 de septiembre de 1934, y donde conquistó un sexto lugar en lanzamiento de jabalina. Por esta misma disciplina fue campeón de Belgrado. Considerado un gran talento yugoslavo del atletismo de la época, su carrera deportiva se vio truncada por el estallido de la Guerra Civil Española.

### Periodo bélico y posterior lucha antifranquista
Iniciada la contienda en España, Nikolić decidió alistarse en las Brigadas Internacionales. Tras un primer intento fallido de llegar a España en el otoño de 1936, al año siguiente consiguió desplazarse a Viena y de ahí a París. Cruzando los Pirineos andando, entró en España a finales de julio de 1937 —de donde no volvería a salir hasta 1944— y poco después, el 1 de agosto, llegó a Albacete. De allí fue enviado a Pozo Rubio, donde realizó un curso para francotiradores antes de ser destinado al Frente de Aragón como brigadista del Batallón Đuro Đaković. Comenzó como combatiente de su batallón para más tarde llegar a desempeñar puestos de dirigente del Partido Comunista yugoslavo (partijski rukovodilac en serbocroata) y comisario político de la Tercera Brigada del Batallón.
El 11 de abril de 1938, durante la ofensiva del bando sublevado en el frente de Aragón, cayó en manos del enemigo y fue hecho preso. Primero fue enviado a la cárcel de San Marcos (León), y permaneció allí hasta que en julio de ese mismo año fue trasladado al campo de concentración San Pedro de Cardeña (Burgos) por la decisión del Gobierno de Burgos de concentrar allí a todos los extranjeros. En este lugar estuvo encerrado con otros brigadistas yugoslavos, entre los cuales destacan Ivan Matejak, Albert Abinun, Josip Husinec, Dimitrije Žunković, Zlatić Dragov, Andrija Milenković, Aleksa Stefanović y otros. En diciembre de 1939 fue trasladado a Belchite para realizar trabajos forzados. Su último traslado se produjo en el verano de 1941, cuando lo enviaron al campo Miranda del Ebro —allí se encontraban recluidos miles de brigadistas de todo el mundo—. 
En 1943 el Gobierno de Franco liberó a todos los brigadistas encarcelados hasta entonces, por lo que Nikolić, ya libre, anduvo por Madrid y Zaragoza, donde estableció contactos con el Partido Comunista de España. A finales de 1944 salió de España por Gibraltar y recalando en Nápoles y Bari logró regresar a Belgrado. Nada más llegar se unió al Movimiento de Liberación y fue enviado al Frente de Sirmia, donde participó en la Batalla de Šarengrad. Allí fue herido de gravedad, con secuelas físicas para el resto de su vida.
Finalizada la Segunda Guerra Mundial y establecida la República Federal Socialista de Yugoslavia, que jamás reconoció el régimen de Franco y sí mantuvo relaciones diplomáticas con el Gobierno de la República, Nikolić colaboró en la lucha contra el franquismo. Así, en las décadas de 1950 y 1960 él, Veljko Vlahović y otros colaboradores del Partido Comunista de Yugoslavia, prestaron asistencia a miembros de diferentes grupos antifranquistas que visitaban Yugoslavia —la mayoría llegaba con pseudónimos y pasaportes falsos— con el fin de recabar apoyos para la lucha armada, conocer la experiencia revolucionaria o imprimir materiales. Entre los españoles antifranquistas que entraron en Yugoslavia en aquella época figuran los hermanos Eduardo, José y Eliseo Pons Prades, Miguel Sánchez Mazas o Juan Castella.
En 1960 Nikolić, en colaboración con Veljko Vlahović, el español Javier Angulo (locutor de Radio Belgrado en esa época) y los representantes del Frente de Liberación Popular (FELIPE) José Manuel Arias Hernández y Francisco Montalvó Mingo, coordinó la confección de publicaciones de carácter político para el FELIPE en una imprenta militar de Belgrado. Utilizaron cubiertas de manuales de agricultura y de otras ramas del conocimiento para camuflar el contenido real de las publicaciones y posteriormente las enviaron y distribuyeron en España en la Navidad de ese año. Aprovecharon para ello que la circulación de correspondencia entre Francia y España había crecido y que la posibilidad de que las autoridades españoles realizaran controles era menor.

### Trayectoria profesional
Nikolić trabajó entre 1945 y 1957 como periodista, traductor y redactor jefe para los programas dirigidos al extranjero de Radio Belgrado. De 1957 a 1967 trabajó como investigador en el Instituto para los Estudios del Movimiento Obrero Internacional —una institución yugoslava, en serbocrata Institut za međunarodni radnički pokret—. En 1967 se jubiló prematuramente de estas labores dada su discapacidad.
Por sus trabajos en el campo de la literatura de la lengua española, así como por las traducciones realizadas del castellano al serbocroata, Nikolić es considerado uno de los hispanistas yugoslavos más importantes del siglo XX. Destacan igualmente sus investigaciones sobre el movimiento anarcosindicalista, así como sus numerosos textos y artículos sobre la Guerra Civil Española.
Asimismo, como intérprete personal del Mariscal Tito, acompañó al presidente yugoslavo en numerosas visitas oficiales al extranjero: Francia (1959), Chile, Bolivia, Brasil, México, Estados Unidos (1963), Argelia (1973), Panamá y Venezuela (1976). También se ocupó de las diferentes visitas a Yugoslavia de los representantes del Partido Comunista de España.
Por último, Nikolić trabajó en el Perú como asesor y traductor de la constructora yugoslava Energo-Projekt entre 1971 y 1973, en el proyecto Chira-Piura. Poco después, en 1975, fue contratado por el Gobierno peruano del general Juan Velasco Alvarado como consejero en el proyecto SINAMOS. Tras el golpe militar de Francisco Morales Bermúdez, las purgas realizadas en el Ejército peruano y el perfil más conservador de los nuevos dirigentes, Nikolić abandonó dicho proyecto en julio de 1976.

### Otros aspectos de su vida
Nikolić se casó con Pilar Tena Polo, con quien tuvo a su hija Olga. Tras divorciarse contrajo matrimonio con Anđelka Kontilović, con quien tuvo a sus hijos Radmila, Rade y Milan.
Fue miembro de la Asociación de Antiguos Voluntarios Yugoslavos del Ejército Republicano Español 1936 – 1939, de la Asociación Serbia de Traductores Literarios y de la Asociación de Filósofos de Serbia.
Nikolić murió en Belgrado el 9 de marzo de 1993. Fue enterrado en el cementerio Novo groblje de Belgrado.

## Traducciones
Tradujo obras literarias y políticas del castellano al serbocroata, del serbocroata al castellano y del francés al serbocroata. Destacan las siguientes:
- Vicente Blasco Ibáñez, La Catedral (1951).
- Federico García Lorca, Bodas de sangre (1954).
- Miguel Cervantes Saavedra, Entremeses (1956).
- Edvard Kardelj, El socialismo y la guerra (1960).
- Josip Broz Tito, Obras de guerra escogidas (1961).
- Peko Dapčević, Cómo hicimos la guerra (1963).
- Constitución de la República Socialista Federativa de Yugoslavia (1963).
- Jacinto Benavente, Los intereses creados (1964).
- Ernesto Che Guevara, El diario del Che en Bolivia.
- Santiago Carrillo, Demain l´Espagne (1975).
- Marcelino Camacho, Charlas en prisión (1976).
- Constitución de la República Socialista Federativa de Yugoslavia (1976).
- Santiago Carrillo, Eurocomunismo y Estado (1977).
- Julio Caro Baroja, Las brujas y su mundo (1979).
- Van der Lube, Le Carnet de Route d´un sans Patrie (1981).
- Moris Cranston, Una entrevista imaginaria entre Marx y Bakunin (1986).

## Distinciones
- Medalla Partisana 1941 (Partiznska spomenica 1941).
- Orden de la Fraternidad y la Unidad con Corona de Oro (Orden bratstva i jedinstva sa zlatnim vencem).
- Orden del Mérito del Pueblo (Orden zasluga za narod).
- Medalla por la Valentía (Medalja za hrabrost).